# 浅野長栄
浅野 長栄 （あさの ながひで、天保10年（1839年） - 明治22年（1889年）10月31日）は、江戸時代末期の旗本、明治時代初期の朝臣。浅野長広の子孫。
旗本浅野長年の長男として誕生した。父の死去にともない、文久3年（1863年）9月15日に500石の家督を継いだ。元治元年（1864年）11月7日に書院番士となる。江戸城が新政府軍に無血開城した後の明治元年（1868年）9月23日から正式に朝臣に転じ、明治天皇より改めて禄高300俵を賜った。朝廷では行政官、後に弁官の支配とされた。明治22年（1889年）10月31日に死去、享年51。高輪の泉岳寺に葬られた。法名は徳昌院殿隆山長榮居士。娘の静子が家督を継いだ。